# Formationsflug

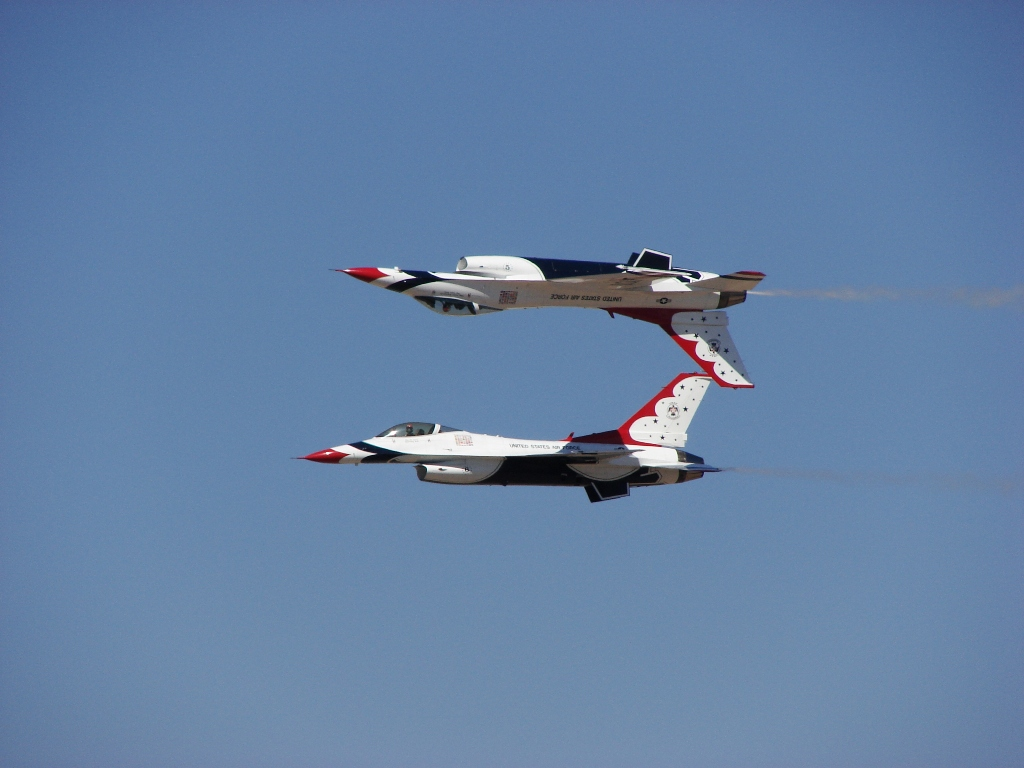
Kunstflug-Figur Mirror

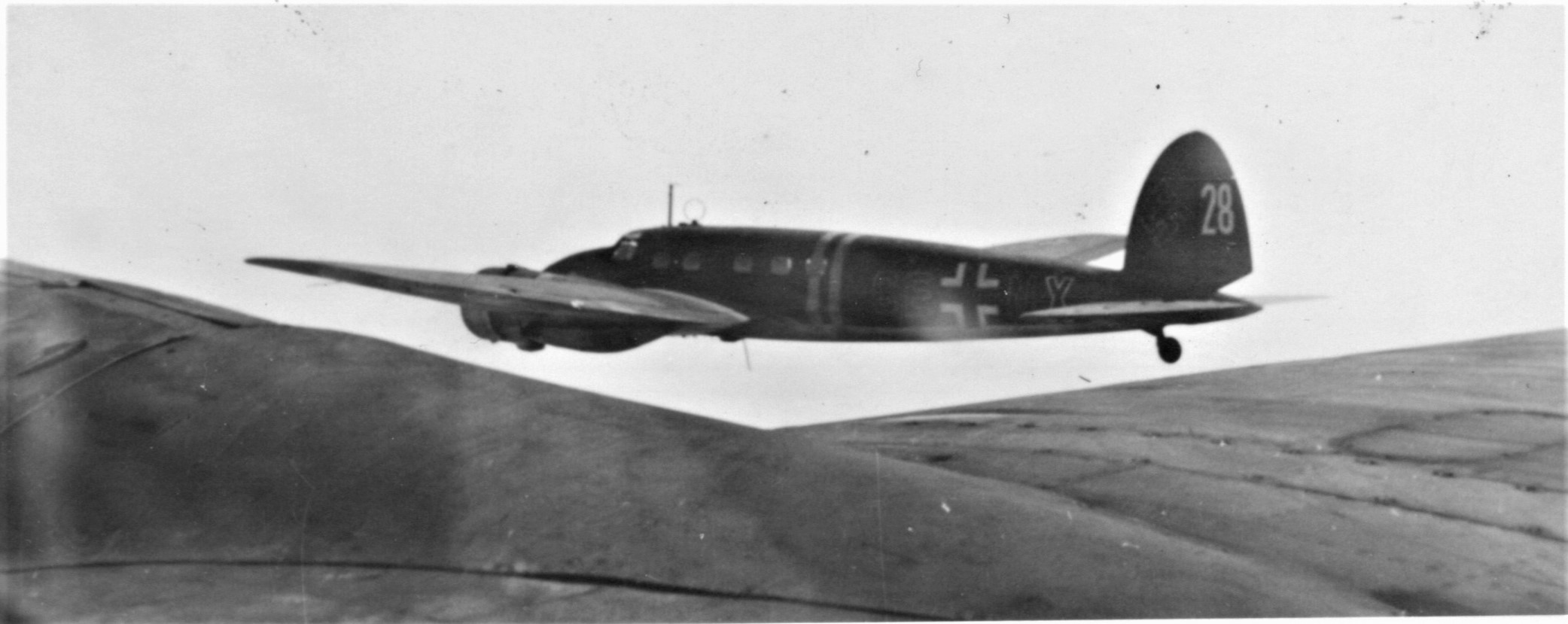
Heinkel 111 G3, CE-NX der BFS 34 im Formationsflug mit He 111 CE-NY

Ein Formationsflug ist ein gemeinsamer Flug zweier oder mehrerer Flugzeuge unter der Führung eines designierten Formationsführers. Bezüglich Navigation und Flugsicherungsverfahren handelt die Formation aus der Sicht der Flugsicherung wie ein Flugzeug. Im kontrollierten Luftraum darf der Abstand der Flugzeuge in einer Formation vom Führungsluftfahrzeug lateral 1 km und vertikal 30 Meter nicht überschreiten. Die Mindestabstände werden vom Führer der Formation festgelegt. In den USA und für Staatsluftfahrzeuge gelten andere Abstandsregeln.

## Hintergrund
Formationsflüge werden unter anderem durchgeführt
- um andere Luftfahrzeuge im Notfall zu überprüfen und zu unterstützen
- um eine Anzahl von Luftfahrzeugen mit geringerem Aufwand durch kontrollierten Luftraum zu bewegen
- zur Luftbetankung
- zur gegenseitigen taktischen Unterstützung im Einsatz
- zum Schutz gegen feindliche Bedrohungen (z. B. Combat Box)
- um konzentrierte Kampfkraft in ein Zielgebiet zu bringen
- zur Demonstrations- und Werbezwecken

Keine Formationsflüge sind:
- Ehrengeleite
- Identifizierung und Beschattung im Rahmen militärischen Luftraumüberwachung
- Begleitschutz

Zwar fliegen auch hierbei die Luftfahrzeuge in unmittelbarer räumlicher Nähe, jedoch gibt es dabei keinen gemeinsamen Formationsführer. Die Flugzeuge bzw. Formationen operieren weiterhin unabhängig und in eigener Verantwortung.
Um die Formation aufrechtzuerhalten, müssen Geschwindigkeiten und Richtungen (u. a. Kurs) identisch gehalten werden. Der Formationsflug findet entweder auf gleicher Flughöhe oder versetzt statt. Manöver werden koordiniert (oft gleichzeitig) ausgeführt. Sie werden über Funk vorher abgesprochen. Es gibt immer einen Piloten, der die Formation führt.
Auch in der zivilen Luftfahrt findet der Formationsflug Anwendung, um zum Beispiel Fluglotsen die Arbeit bei mehreren Luftfahrzeugen mit gleichem Ziel im Sichtflug zu erleichtern. Dies wird von den betreffenden Piloten abgesprochen. Die gesamte Kommunikation mit dem Tower oder Fluginformationsdienst wird dann nur von einem Flugzeug der Formation durchgeführt.

## Militär

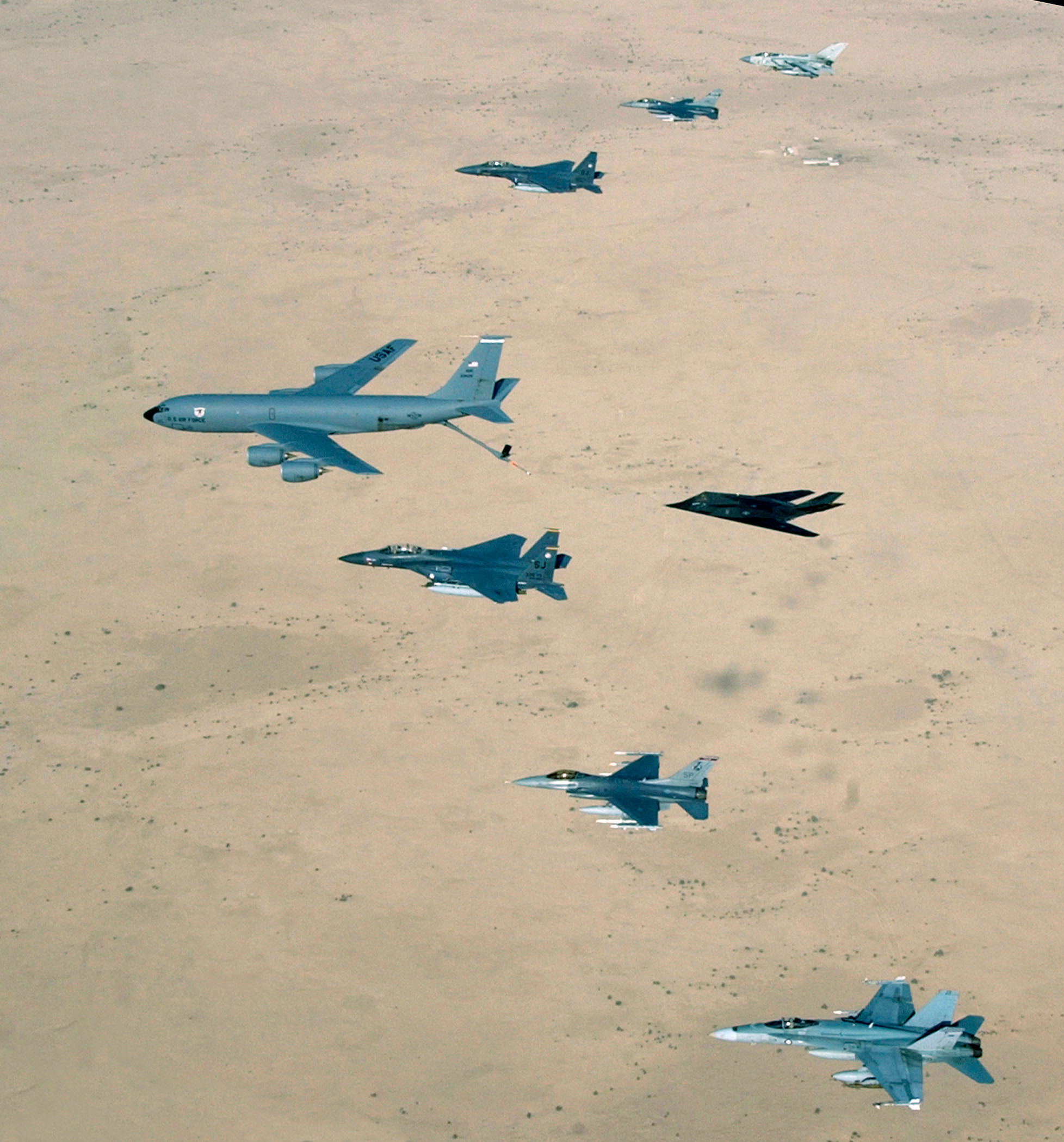
Militärflugzeuge der United States Air Force während des Irak-Kriegs

Beim Militär fliegen Kampfflugzeuge teilweise in Formation, meistens in Rottenstärke.
Im Formationsflug kann sich das militärische Operieren verbessern (Verteidigung, Angriff, Aufklärung und/oder Feuerschutz).
Fluggeräte ohne Bordwaffen werden in Krisengebieten aus Sicherheitsgründen von bewaffneten Flugzeugen oder Hubschraubern begleitet (eskortiert).

## Kunstfliegerei

Patrouille Suisse

Beim Kunstflug werden Formationen geflogen, um die Kunst des synchronen Fliegens zu demonstrieren, und/oder Kunstflugfiguren vorzuführen. Dabei werden auch die Fähigkeiten des Personales und des Gerätes präsentiert. Die hier gezeigten Formationen sind in der normalen Fliegerei unüblich.